# Le Pays (Franche-Comté)
Pour les articles homonymes, voir Le Pays.

Les trois aires urbaines d'édition en Franche-Comté.

Le Pays était un quotidien régional français édité en Franche-Comté entre 1980 et 2013. Créé par le groupe L'Alsace le 6 mars 1980, il est acheté puis absorbé par L'Est républicain le 1er octobre 2013. Une édition L'Est Républicain-Le Pays lui succède, les deux titres faisant partie du même groupe de presse régional.

## Édition
Il est publié dans l'aire urbaine Belfort-Montbéliard-Héricourt-Delle, l'aire urbaine de Besançon, l'aire urbaine de Lure et les environs. Il est tiré à 9 500 exemplaires en 2012. Son principal concurrent est alors L'Est républicain.

## Histoire
Le journal est d'abord départemental, issu de l'édition du Territoire de Belfort du quotidien L'Alsace, qui prit ce titre à la fin des années 1970. La diffusion débute le 6 mars 1980 et permet la création ou le renforcement d'éditions et d'agences à Montbéliard (Doubs), Lure (Haute-Saône), et Besançon (Doubs). Jacques Parisot, devenu responsable du titre après avoir assuré les rubriques sportives de l'édition belfortaine de L'Alsace, réunit autour de lui-même et de Michel « Fred » Vairetty, une équipe de journalistes ou pigistes dont Jef Tombeur, Philippe Duval, Patrice Malina (Patrice Le Pihivé) et par la suite Rémi Lainé.
Le titre est créé avec l'ambition de concurrencer L'Est Républicain  sur la partie nord de la Franche-Comté en prévision de la consolidation de l'aire urbaine Belfort-Montbéliard-Héricout (Territoire et Doubs) et de s'étendre sur la Haute-Saône (une agence fut créée à Lure). En cas d'échec – du fait d'une diffusion insuffisante – au bout d'une année, il est alors prévu de fermer l'ancienne agence de L'Alsace à Belfort et de licencier les personnels embauchés. Selon le directeur départemental de L'Est Républicain d'alors, Gabriel Goguillot, cette offensive était vouée à une déroute, et le quotidien « de Nancy » escompte récupérer environ la moitié du nouveau lectorat ainsi créé.
Il n'en est rien jusqu'au 1er octobre 2013, date de la fusion des deux titres ayant tous deux été rachetés par le groupe Ebra, filiale de Crédit Mutuel Alliance Fédérale. Partant d'environ 300 « papiers » vendus en 1980, Le Pays de F-C est progressivement monté en puissance, s'était doté d'une représentation permanente à Besançon, et devient le second quotidien régional en termes de diffusion (entre 8 200 et 9 500 exemplaires vendus chaque jour en 2012-2013),.
Les conséquences pour le quotidien L'Alsace, qui réalise les pages des diverses éditions du Pays de F-C à son siège de Mulhouse, restent, en octobre 2013, limitées. Mais le groupe Crédit mutuel étant aussi propriétaire du quotidien « strasbourgeois » Les Dernières nouvelles d'Alsace (diffusé majoritairement dans le Bas-Rhin), la perspective d'une fusion entre les deux titres alsaciens est évoquée par le syndicat SNJ (Syndicat national des journalistes) de l'ancienne structure (L'Alsace-Le Pays de Franche-Comté), qui dénonce « le rapprochement annoncé à demi-mot entre les DNA et L’Alsace ».
En octobre 2013, seules les « édition de Belfort » et « édition de Montbéliard » de L'Est Républicain arborent, en page une, le titre L'Est Républicain-Le Pays.